# Нітробензен
Нітробензен — ароматичний азотвмісний вуглеводень із хімічною формулою С6Н5NO2. Безбарвна або ледь жовта рідина, часто буває і темного кольору, має запах гіркого мигдалю та пекучий смак. Як в рідкому стані, так і у вигляді пари отруйний. Малорозчинний у воді, легко розчиняється в ефірі, спирті, бензені і міцній азотній кислоті, здатний розчиняти нітроцелюлозу. Нітробензен у рідкому вигляді не має вибухових властивостей, але в газоподібному стані при сильному нагріванні під тиском здатний розкладатися з сильним вибухом. Як складова частина вибухових речовин він давно втратив значення. Використовується як попередник для синтезу аніліну. Нітробензен вперше отриманий 1834 року Мітчерліхом.

## Отримання
В промисловості нітробензен отримують нітруванням бензену сумішшю H2SO4 і HNO3 з виходом 96-99%.
Лабораторний метод добування нітробензену: додавання бензену до суміші H2SO4 (1,84 г/см³) та HNO3 (1,4 г/см³) в співвідношені 1:1 при 55-60 °С (45 хв). Вихід 80 %.

## Механізм
Нітратна кислота протонується:
{\displaystyle \mathrm {H_{2}SO_{4}+HNO_{3}\rightarrow HSO_{4}^{-}+H_{2}O+NO_{2}^{+}} }
Нітроніум-іон, що утворився реагує з бензолом:
{\displaystyle \mathrm {NO_{2}^{+}+C_{6}H_{6}\rightarrow C_{6}H_{5}NO_{2}+H^{+}} }
Іон водню, що утворився переходить знову до гідрогенсульфат-іона.

## Застосування
Великі кількості нітробензену застосовують для виробництва аніліну, бензидину, у виробництві барвників, як розчинник, як окислювач, для надання запаху милам.

## Токсичність
Всмоктується через шкіру, чинить сильну дію на центральну нервову систему, порушує обмін речовин, викликає захворювання печінки, окислює гемоглобін в метгемоглобін